# Khu thành cổ Rauma
Rauma cổ (tiếng Phần Lan: Vanha Rauma, tiếng Thụy Điển: Gamla Raumo) là khu trung tâm của thành phố được xây dựng bằng gỗ của Rauma, Phần Lan. Nó đã được UNESCO công nhận là Di sản thế giới từ năm 1991.
Rauma cổ có diện tích khoảng 0,3 km², với khoảng 600 tòa nhà làm bằng gỗ (bao gồm cả nhà ở và nhà kho nhỏ) và khoảng 800 cư dân. Thị trấn Rauma chỉ mở rộng ra bên ngoài Rauma cổ vào đầu thế kỷ 19. Các tòa nhà cổ nhất có niên đại từ thế kỷ 18 do hai trận hỏa hoạn vào năm 1640 và 1682 đã phá hủy các ngôi nhà trước đó. Hầu hết các tòa nhà hiện đều đang có người ở và thuộc sở hữu của các cá nhân, mặc dù dọc theo hai con phố chính và xung quanh quảng trường thành phố, chúng chủ yếu nằm ngoài mục đích kinh doanh.
Các địa điểm được quan tâm đặc biệt bao gồm nhà Kirsti, là nhà của thủy thủ từ thế kỷ 18 và 19, và nhà Marela, là nhà của một chủ tàu có niên đại từ thế kỷ 18 nhưng có mặt tiền từ thế kỷ 19. Cả hai ngôi nhà trên ngày này đều là nhà bảo tàng. Ngoài ra Rauma cổ cũng có hai tòa nhà bằng đá quý hiếm là: Nhà thờ Thánh giá, một nhà thờ tu viện dòng Phan Sinh thế kỷ 15 với các bức tranh thời Trung Cổ và Tòa thị chính Rauma cổ có niên đại từ năm 1776 mang phong cách Baroque muộn. Một công trình khác ở đây là Nhà thờ Chúa Ba Ngôi có niên đại từ thế kỷ 15 nhưng đã bị cháy trong trận hỏa hoạn năm 1640.

## Hình ảnh
<gallery>
Hình:VanhaRauma1.jpg|Đường phố tại Rauma cổ
Hình:RaumaKirche.jpg|Nhà thờ Thánh giá
Hình:Vanharauma3.jpg|Tòa thị chính Rauma cổ